# Ústavní zákon o zániku funkce soudců a o skončení pracovních a služebních poměrů v souvislosti se zánikem České a Slovenské Federativní Republiky
Ústavní zákon o zániku funkce soudců a o skončení pracovních a služebních poměrů v souvislosti se zánikem České a Slovenské Federativní Republiky přijalo Federální shromáždění České a Slovenské Federativní Republiky 17. prosince 1992 a byl vyhlášen ve Sbírce zákonů pod číslem 624/1992 Sb. Tento ústavní zákon stanovil zánik funkcí soudců, služebních poměrů vojáků a členů bezpečnostních sborů a pracovní poměry jiných pracovníků státních orgánů a organizací.

## Derogace
Tento zákon byl zrušen 1. ledna 2024 zákonem o zrušení obsoletních právních předpisů.